# Filip Bardoel
Filip Bardoel (Izegem, 16 juli 1955) is een Belgisch voormalig paralympisch boogschutter, atleet en zwemmer.. 

## Levensloop
Bardoel nam deel aan Paralympische Zomerspelen van 1976, 1980, 1984 en 1988. Hij trad daarbij aan in drie verschillende sportdisciplines, met name boogschieten, zwemmen en atletiek (vijfkamp).
Op de editie van 1976 in het Canadese Toronto behaalde hij zilver in 'klasse 5' van de vijfkamp. Ook nam hij deze Spelen deel in het boogschieten en het zwemmen. Op de Spelen van 1980 te Arnhem behaalde hij goud met het landenteam in de 'dubbele FITA Ronde dwarslaesie'. Het team bestond voorts uit Guy Grun en Jozef Meysen en behaalde 4027 punten. Op de edities van 1984 en 1988 trad Bardoel aan in het boogschieten.
In 1996 werd hij, samen met twee andere olympische kampioenen (Ulla Werbrouck en Patrick Sercu), benoemd tot ereburger van de stad Izegem. In 1998 kreeg hij een beeld aan de ingang van het Izegemse sportcomplex. Het beeld verdween echter in 1999 en werd niet teruggevonden.